# Oberulrain
Oberulrain  ist ein Stadtteil von Neustadt an der Donau im Landkreis Kelheim in Niederbayern. 

## Lage
Das Kirchdorf Oberulrain gehört zur Hallertau. Es liegt südlich der Donau, an der westlichen Seite eines flachen Hangrückens, der das Donau- sowie das Abenstal voneinander trennt und in den ebenen Auen beider Flüsse verläuft.
Regensburg ist in östlicher Richtung zirka 45 km und Ingolstadt in westlicher 30 km entfernt. München liegt etwa 90 km südlich des Ortes.

## Geschichte
Die beiden Kirchdörfer Niederulrain und Oberulrain wurden zusammenfassend bereits im Jahre 901 als Olreini und 1018 als Olrenna erwähnt. In einer Urkunde über die Pfarrei Gögging von 1220 werden Bertoldus de Ulrein und Hermanus de superiore Ulreine (Oberulrain) genannt. Die Herren von Ulrain erscheinen bis zu Beginn des 14. Jahrhunderts in verschiedenen Aufzeichnungen.
Die Orte Oberulrain und Niederulrain sowie der Weiler Lina bildeten seit dem 19. Jahrhundert die gemeinsame politische Gemeinde Oberulrain. Diese wurde im Rahmen einer Gemeindegebietsreform am 1. Mai 1978 in die Stadt Neustadt an der Donau eingegliedert.

## Kirche
Die Kirche St. Achatius wurde im 13. Jahrhundert im spätromanischen Stil errichtet. Das Altarbild, welches das Martyrium des Hl. Achatius darstellt, stammt von Johann Gebhard.

## Wirtschaft und Infrastruktur
Das Dorf zählt ungefähr 100 Einwohner und ist fast ausschließlich land- und forstwirtschaftlich geprägt. Hopfenanbau bildet hierbei den Schwerpunkt. Aufgrund der Nähe zum Kurort Bad Gögging werden im Ort mittlerweile Ferienwohnungen angeboten.

## Vereine
- Freiwillige Feuerwehr Ulrain
- Krieger- u. Kameradenverein Ulrain